# Tanka Prasad Acharya
Tanka Prasad Acharya (टंक प्रसाद आचार्य - Ṭaṃka Prasāda Acārya; 1912 – 23 aprile 1992) è stato un politico nepalese, Primo ministro del Nepal dal 1956 al 1957.